# Xingtian
Xingtian est une divinité chinoise qui se bat contre la Divinité Suprême, sans jamais renoncer, même après sa décapitation. Ayant perdu la bataille pour la suprématie, il fut décapité, sa tête enfouie dans la montagne Changyang. Néanmoins, sans tête, avec un bouclier dans une main et une hache dans l'autre, il continue le combat, à l'aide de ses tétons comme yeux et de son nombril comme bouche.

## Description
Xingtian était à l'origine un fonctionnaire sous les ordres de Yandi. Yandi a lutté contre Huángdì pour la position de dieu suprême, mais il a perdu cette bataille. Xingtian continue la lutte après la défaite de Yandi, mais il est vaincu et décapité par Huangdi. Finalement, il s'est régénéré lui-même, et a continué sa défiance, qui s'est exprimée par une danse martiale.

## Littérature

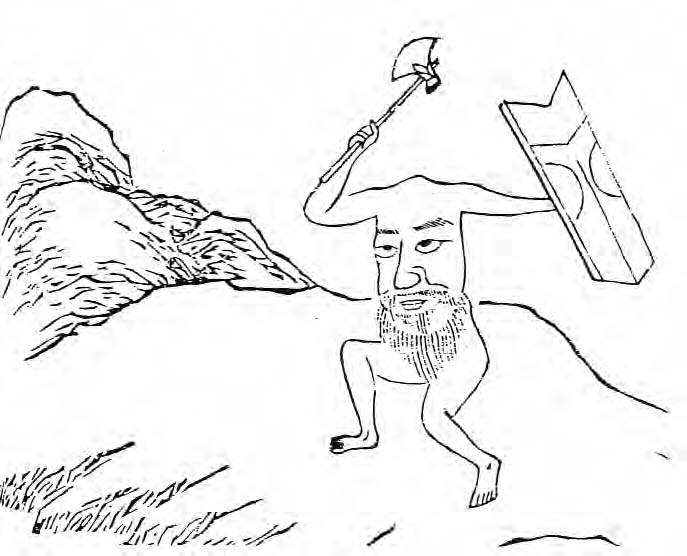
Xingtian dessiné par Jiang Yinghao, XVIIe siècle

Xingtian apparaît dans le chapitre 7 du Shanhaijing (Classique des Montagnes et des Mers), qui déclare qu'il a combattu et perdu contre le dieu suprême pour devenir la divinité suprême. Le dieu décapite Xingtian et enfoui sa tête sur la montagne Changyang. Cependant, Xingtian survit, à l'aide de ses tétons comme yeux et de son nombril comme bouche, brandissant son bouclier et sa hache. Le Shanhaijing raconte :

« Xingtian et le Dieu Suprême Di venus à cet endroit et ont lutté les uns contre les autres pour le pouvoir ultime. Le Dieu Suprême a coupé la tête de Xingtian et l'a ensevelie dans la montagne du Bon Augure Éternel. Les tétons de Xiangtian se sont transformés en yeux, et son nombril est devenu une bouche. Il effectue une danse avec une hache et un bouclier »

Dans le Luo Mi Lushi (à partir d'une chanson datée de la dynastie Song), Xingtian est décrit comme un ministre de Yandi, qui a composé de la musique pour les agriculteurs pour le labour et la récolte. 
Dans le Huainan Zi, Xingtian est appelé le « cadavre de Xingcan » (形殘之尸)<. 
Le savant Guo Pu a célébré l'esprit renégat de Xingtian dans un encomium. Il mentionne la similitude entre Xingtian et le cadavre de Geng de Xia, puisqu'ils étaient tous deux des personnages qui se sont régénérés et ont poursuivi leur résistance.
Le poète Tao Qian a également célébré l'esprit de Xingtian dans ses Treize Poèmes, où il associe Jingwei et Xingtian dans leur persistance à surmonter les tragédies, mais mentionne également leur incapacité à en être libres.

## Symbolisme
Xingtian symbolise l'esprit indomptable qui maintient la volonté de résister à n'importe quelle tribulation que l'on peut subir ou quelle difficulté que l'on peut rencontrer. En tant que tel, Xingtian a été salué dans la poésie et la prose chinoises. 